# Moormaki
De moormaki of zwarte maki (Eulemur macaco) is een zoogdier uit de familie van de maki's (Lemuridae). De wetenschappelijke naam van de soort werd in 1766 gepubliceerd door Carl Linnaeus. Deze halfapen zijn endemische dieren op Madagaskar.

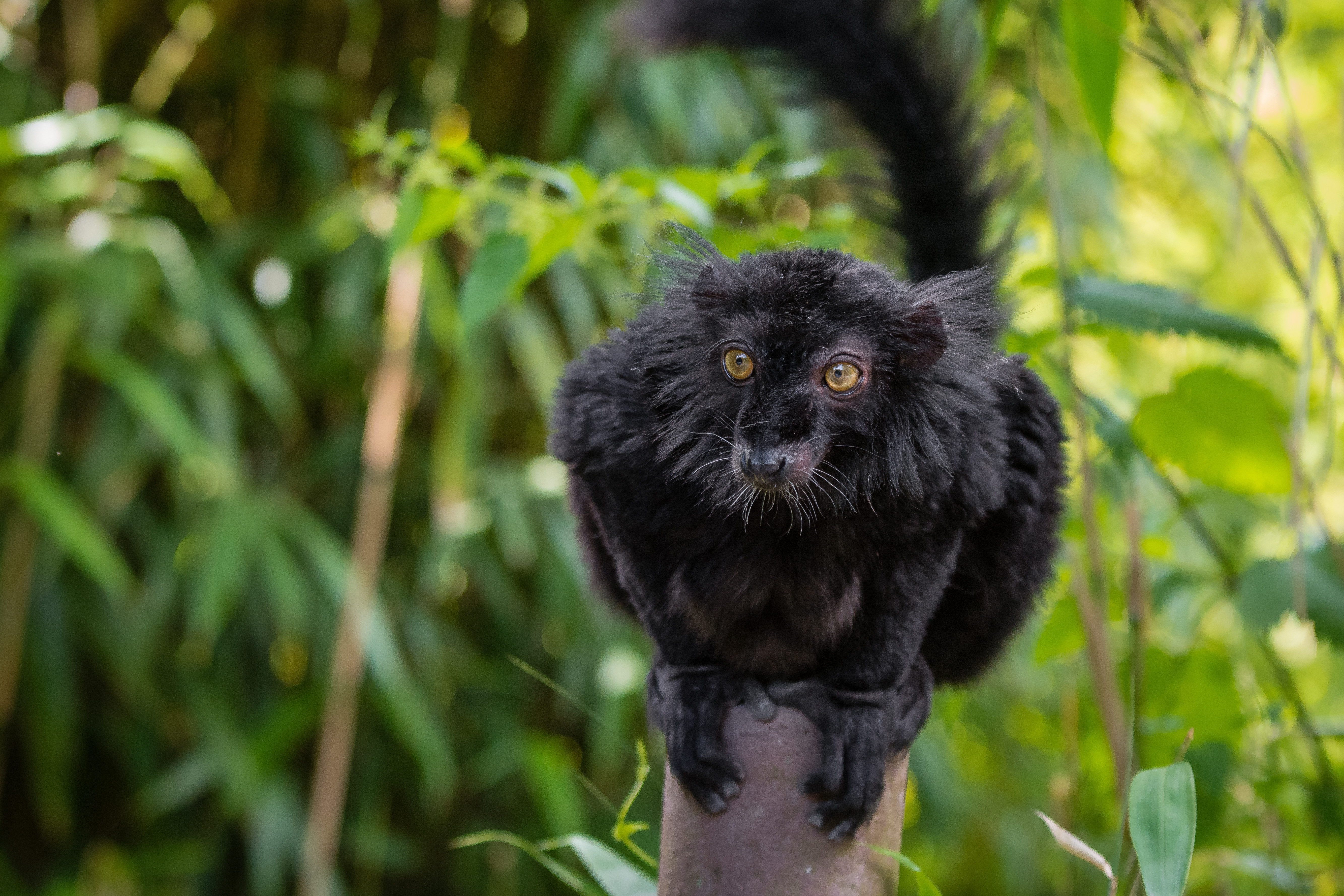
Mannetje

## Beschrijving
Bij de moormaki is er een duidelijk verschil tussen het mannetje en het vrouwtje (seksuele dimorfie). Het mannetje heeft een zwarte vacht, waarin bij een bepaalde belichting een roodbruine glans te zien is. Aan de oren zitten opvallende plukken haar. Het vrouwtje heeft een bruine vacht op de rug en is van onder lichter bruin tot bijna grijswit. De plukken haar bij de oren zijn bij het vrouwtje wit van kleur. Beide seksen hebben een opvallend lange en harige staart. De ogen zijn oranje-geel en daarmee verschilt hij van de blauwoogmaki. Een volwassen moormaki heeft een kop-romplengte van 39 tot 45 cm, een staartlengte van 51 tot 65 cm en een lichaamsgewicht van 1,8 tot 2,0 kg.

## Leefgebied
De moormaki leeft in het noordwesten van Madagaskar (zie verspreidingskaartje) en de nabijgelegen eilanden Nosy Be, Nosy Komba en Nosy Tanikely. De moormaki komt voor in een aantal landschapstypen zoals primair regenbos, maar hij kan zich ook aanpassen aan uitgekapt (seondair) bos, gebieden die bestaan uit een mozaïek van landbouwgronden en secondair bos en in productiebos op een hoogte van nul tot 1600 m boven de zeespiegel.
De moormaki leeft in familiegroepjes, bestaande uit twee tot vijftien individuen.

## Bedreigingen
De moormaki is bedreigd door de vernietiging van zijn leefgebied door zwerflandbouw (slash-and-burn). Ook wordt er op gejaagd voor het vlees en bestaat er een kleinschalige maar onuitroeibare (illegale) handel in levende moormaki's als huisdier, vooral op het eiland Nosy Be. De moormaki staat daarom als bedreigd op de internationale rode lijst.